# ホールツィツャ島
ホールツィツャ島（ホールツィツャとう、ウクライナ語: Хо́ртиця, 発音 [ˈxɔrtɪtsʲɐ]）は、ウクライナのザポリージャ市内にあるドニエプル川最大の島である。面積約23.59km²、ウクライナの七不思議の一つであり、ザポロージャ・コサックの歴史的中心地として知られる。ホールツィツャ国立自然保護区の一部を形成し、独特の動植物と考古遺跡を有する。

## 概要
ホールツィツャ島は、ドニエプル川の急流地帯（かつてのドニエプル急流）に位置し、ザポリージャ（「急流を超えて」の意）にちなむ。北部は花崗岩の崖（高さ40-50m）が特徴で、南部は低地のステップと氾濫原が広がる。島は中石器時代から現代まで連続した人類の痕跡を残し、特に16-18世紀のザポロージャ・シーチの拠点として歴史的に重要である。2021年以降、観光振興策（新ブランディング、モニュメント、イベント）により、ウクライナの文化的象徴として再注目されている。

## 名称の由来
ホールツィツャの名称には複数の説がある：
- チュルク・ポロヴェッツ語の「ort/orta」（「中央」、川の中の意）に由来[5]。
- スラヴ神話の太陽神ホルス、または「犬」（hórt）にちなむ。
- 古代の要塞「フヴォルテツャ」（古ウクライナ語で「要塞」）に由来する伝説[6]。

10世紀のコンスタンティン7世の『帝国の統治について』では「聖グリゴリイ島」「聖ゲオルギイ島」と呼ばれ、グリゴリイ啓蒙者を指すとされる。ルーシ年代記では「ホルチチ島」「ヴァリャーグ島」などと記載。16-18世紀の文献では「ヒルティツャ」「ホルデツキー」など多様な呼称が登場する。

## 自然環境
ホールツィツャ島はウクライナ結晶質盾の一部で、約25億年前の花崗岩と堆積岩で構成される。北部は岩石が多く、ドニエプル急流の地質を残す（ドニエプル急流地質保護区）。南部は低地のステップと氾濫原で、コヴューリ（ヨシ原）が広がる。

### 動植物
島の植生は1,000種以上の高等植物（15%が固有種）で、ステップ、オーク・トウヒの森、氾濫原の牧草地が混在。微気候により、島の植生は本土と異なる。動物相には、ウクライナ赤い本に記載の4種のコウモリ（ルーダ・ヴェチールニツャ、ペルハチ・ピズニイ、ネトピル・ビロスムヒイ、リリク・ドゥヴォコリールニイ）が含まれる。2023年のロシア・ウクライナ戦争による森林火災でコウモリがザポリージャ市内に避難し、2024年春に保護区で再放獣された。

## 歴史

### 先史時代
- 中石器時代（1万-6千年前）：北部・東部で初の人類の痕跡。石器や骨器が発見[10]。
- 新石器時代（5-3千年前）：ドニプロ・ドネツ文化の集落（セレドニイ・スティフ村、ヴィルヴァ渓谷）。
- 銅器時代（4千年前）：セレドニイ・スティフ文化の集落、祭壇、墓地。バイダ島で多数の石器・骨器を発見[11]。
- 青銅器時代（3-2千年前）：ヤムナ文化、カタコンブ文化、多ロール陶器文化、スルブナ文化の集落・墓地。バイダ島に要塞（天文観測の祭壇跡）[12]。

### 鉄器時代
- スキタイ時代（7-3世紀BC）：ソヴティナ岩の城塞（防御壁6m）、墓地（6つのクルガン群）[10]。
- サルマタイ（2世紀BC-3世紀AD）：墓地とエウティデムス・バクトリア王のテトラドラクマ、ハドリアヌス帝のデナリウス[10]。
- チェルニャヒウ文化（2世紀）：バイダ島やセレドニャ・ホールツィツャ川での集落。

### キエフ・ルーシ時代
9世紀、南部にブロドニキの非防御集落「プロトルチェ」（交易拠点）。10世紀、コンスタンティン7世が「聖グリゴリイ島」と記録。972年、スヴャトスラフ1世がペチェネグとの戦いで急流近くで戦死。2011年、スヴャトスラフの剣（カロリング型）が発見。1103年、スヴャトポルク2世がポロヴェッツ討伐前に島で集会。1223年、カルカ川の戦い前にルーシ諸侯が集結。

### コサック時代
15世紀以降、ザポロージャ・コサックの拠点。1550年代、ドミトロ・ヴィシュネヴェツィキーがバイダ島に要塞建設（1557年、オスマン・タタール軍に破壊）。1596-1648年、登録コサックの駐屯地として機能。ボフダン・フメリニツキー（1648年）やイヴァン・シルコ（1660-70年代）が基地とした。18世紀の冬営地（モロドニャハ、ソヴティナ渓谷）で陶器や釘を発見。1775年のザポロージャ・シーチの廃止までコサック領。

### ロシア帝国時代
1789年、東岸にドイツ系メノナイトの殖民地「ホールツィツャ島村」（ホールツィツャ郡）が設立。1886年、452人、23世帯、学校を記録。

### ソビエト時代
1927年、ドニエプル水力発電所（DneproGES）建設開始。1927-28年、島に水道・ポンプ場、フェリーが整備。1931年、ストリレツィキー設計の橋が完成。1935年、ザポリージャ鉄鋼の「冶金労働者休息所」（現：サナトリウム）開設。1965年、ホールツィツャ国立自然保護区に指定。1989年、ウクライナ人民運動のザポリージャ支部設立会議が島で開催。

### 現代
島はザポリージャ市に統合され、ザポリージャ・シーチ駅や4つの自動車橋で接続。2020年、バルコヴィイ橋開通。観光地として、歴史複合施設、ビーチ、サナトリウムが整備されている。2023年、カホフカ水力発電所爆破によるドニエプル川の水位低下で、1944年の木造橋やダムの遺構が露出。

## 観光と文化

### 記念碑とモニュメント
- ピサンカ記念碑（2007）：花崗岩製（重量900kg、高さ1.35m）のピサンカ。伝統的文様で彩られ、繁栄と家族を象徴[16]。
- メノナイト記念碑（2021）：1790年創設のメノナイト墓地の200以上の墓石を再利用。ソビエト時代に破壊された歴史を復元[17]。
- トライズブ（2024）：アゾフスタリの鉄鋼製（300kg）のトライズブ。ウクライナ国章を記念し、英雄の丘に設置[18]。

### 施設
- ザポロージャ・シーチ複合施設（2007）：コサック集落を再現。映画『タラス・ブルバ』のセットを活用し、ポクロヴァ聖母教会を含む[19]。
- ホルツィツャ迷路（2017）：観光向けの大規模迷路[20]。
- スポーツ複合施設（2021）：ホルツィツャ国立学術リハビリテーションアカデミーに建設。「大建設」プログラムの一環[21]。

### イベント
- 新ブランディング（2021）：ロゴ、フォント、観光案内板を刷新。ウクライナのアイデンティティを強調[4]。
- コサックイベント：2023年の「ジューリ・コザーツィキ」学校など、コサック文化を学ぶ行事[22]。
- アートプロジェクト：2021年、メティンヴェスト支援で「統一の円」（7mの金属リング）、レーザーショー「歴史の変容」、音声劇「道」を開始[23]。

## 考古学的発見
島は中石器時代から連続した遺跡を有する。2023年、カホフカ水力発電所爆破で川底が露出し、1944年の木造橋やダムの遺構が発見された。他の主要な発見：
- スヴャトスラフの剣（10世紀、カロリング型）。
- スキタイのソヴティナ岩城塞（7-3世紀BC）。
- 青銅器時代のバイダ島要塞（天文観測施設）。

## ギャラリー

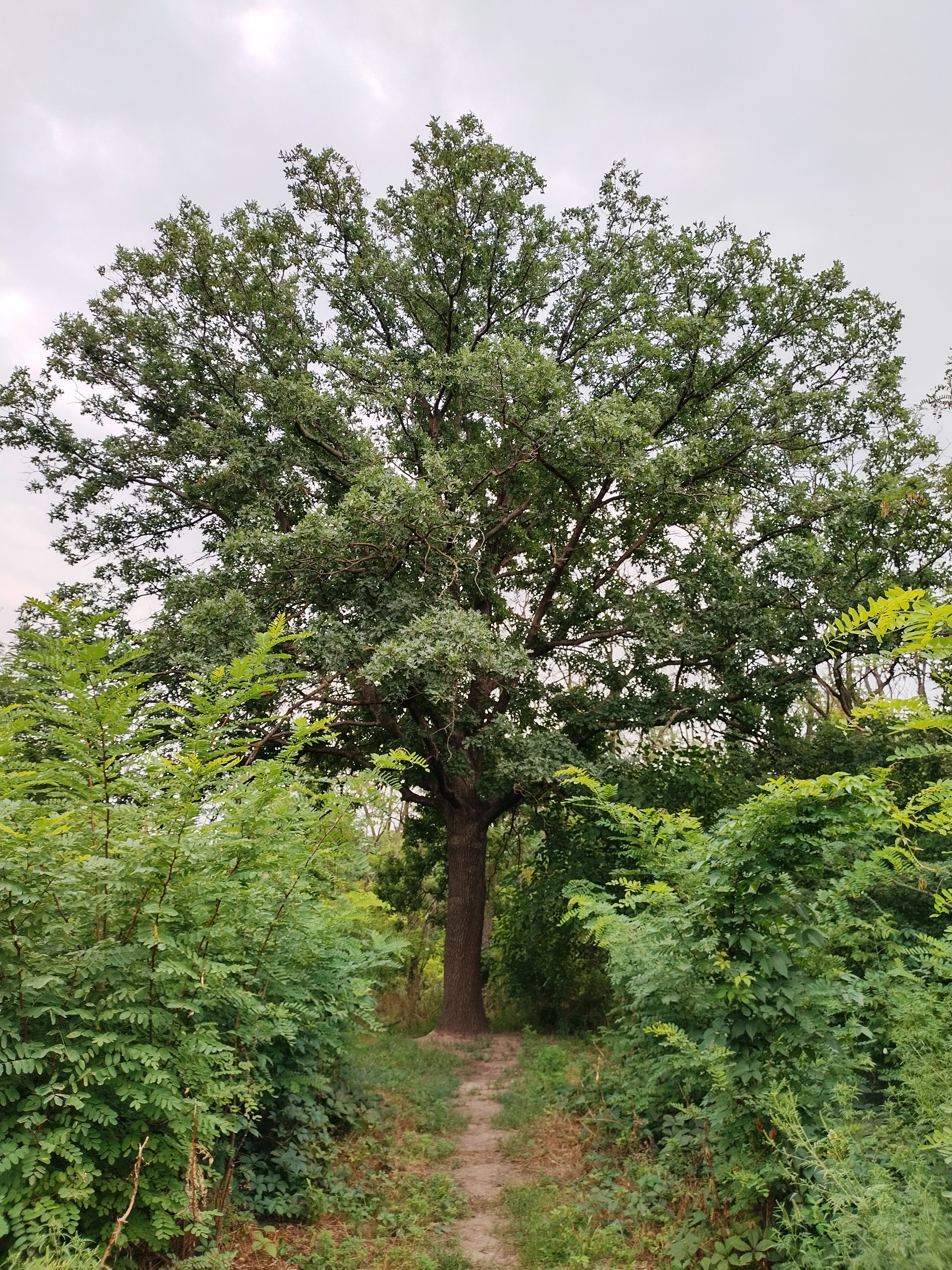
聖なるホルツィツャのオーク
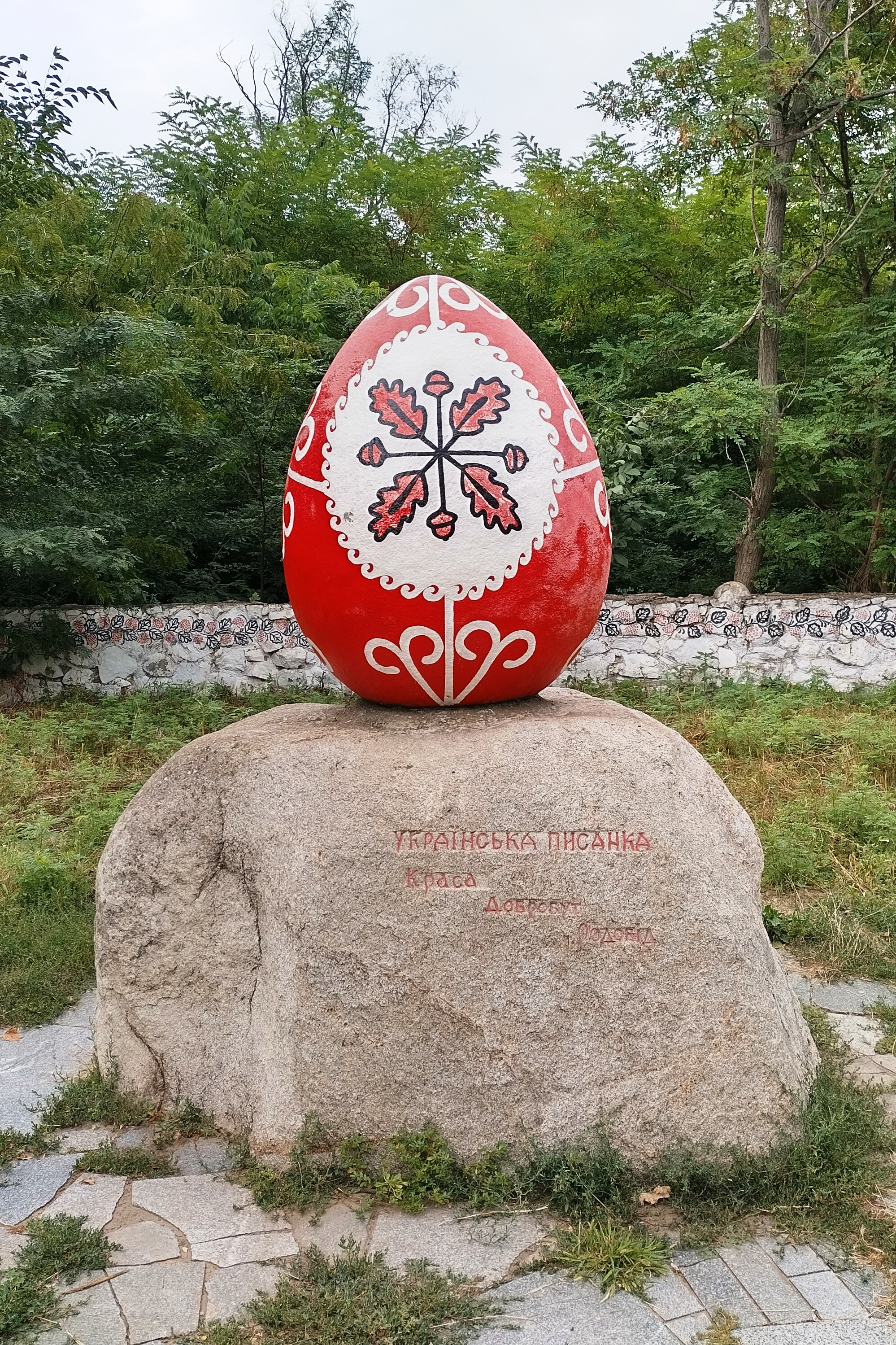
ピサンカ記念碑
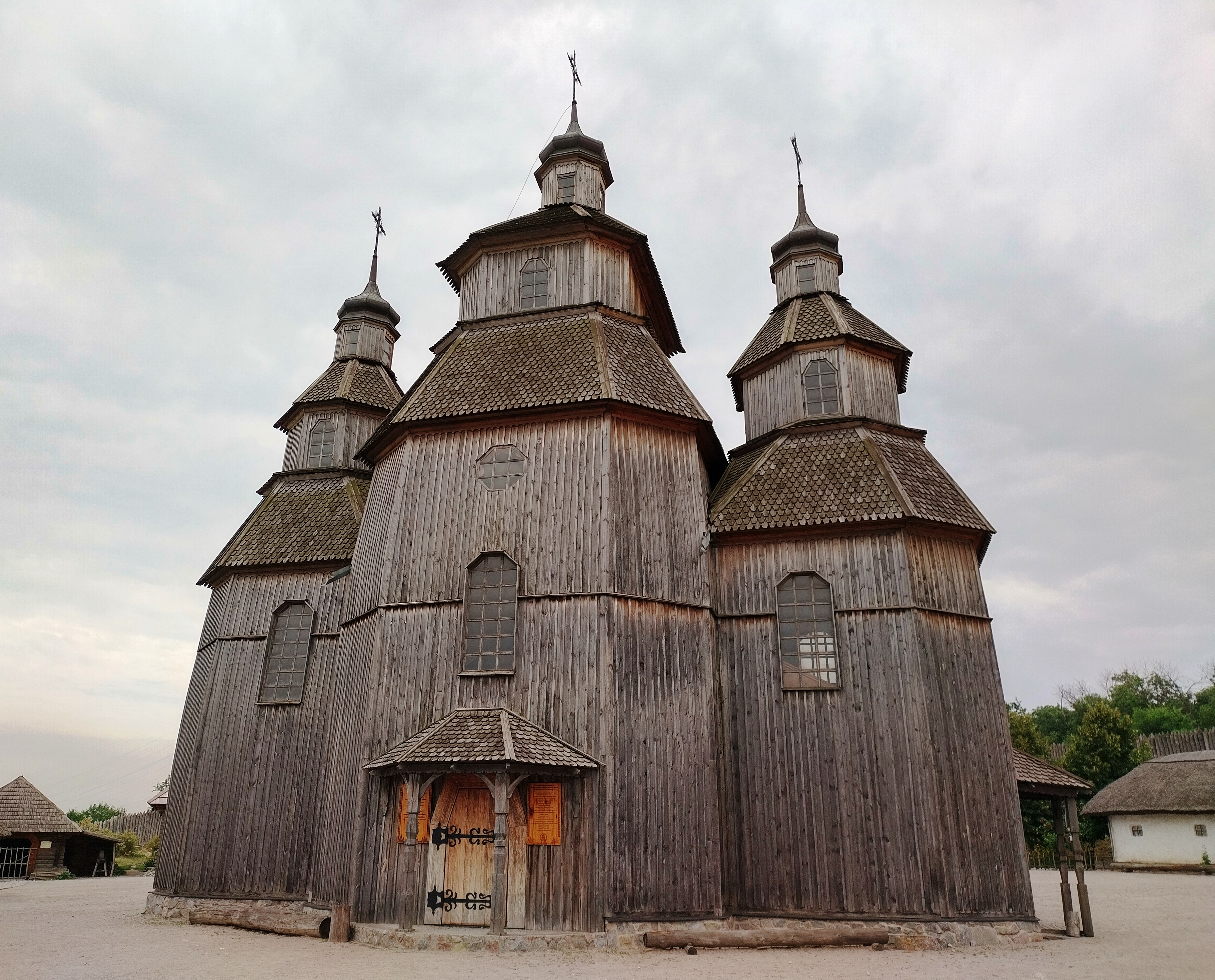
ポクロヴァ聖母教会
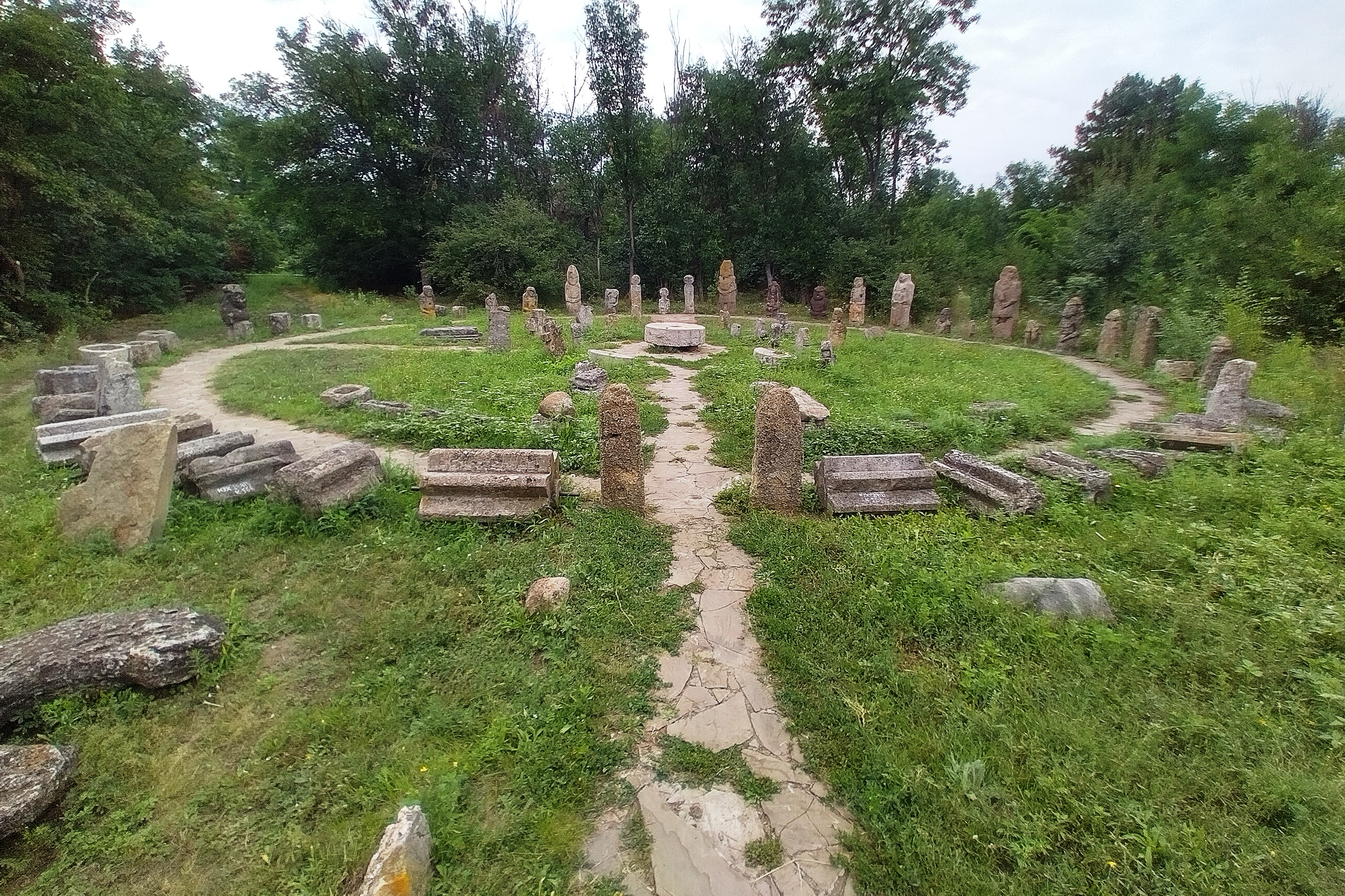
スキタイの丘のラピダリウム
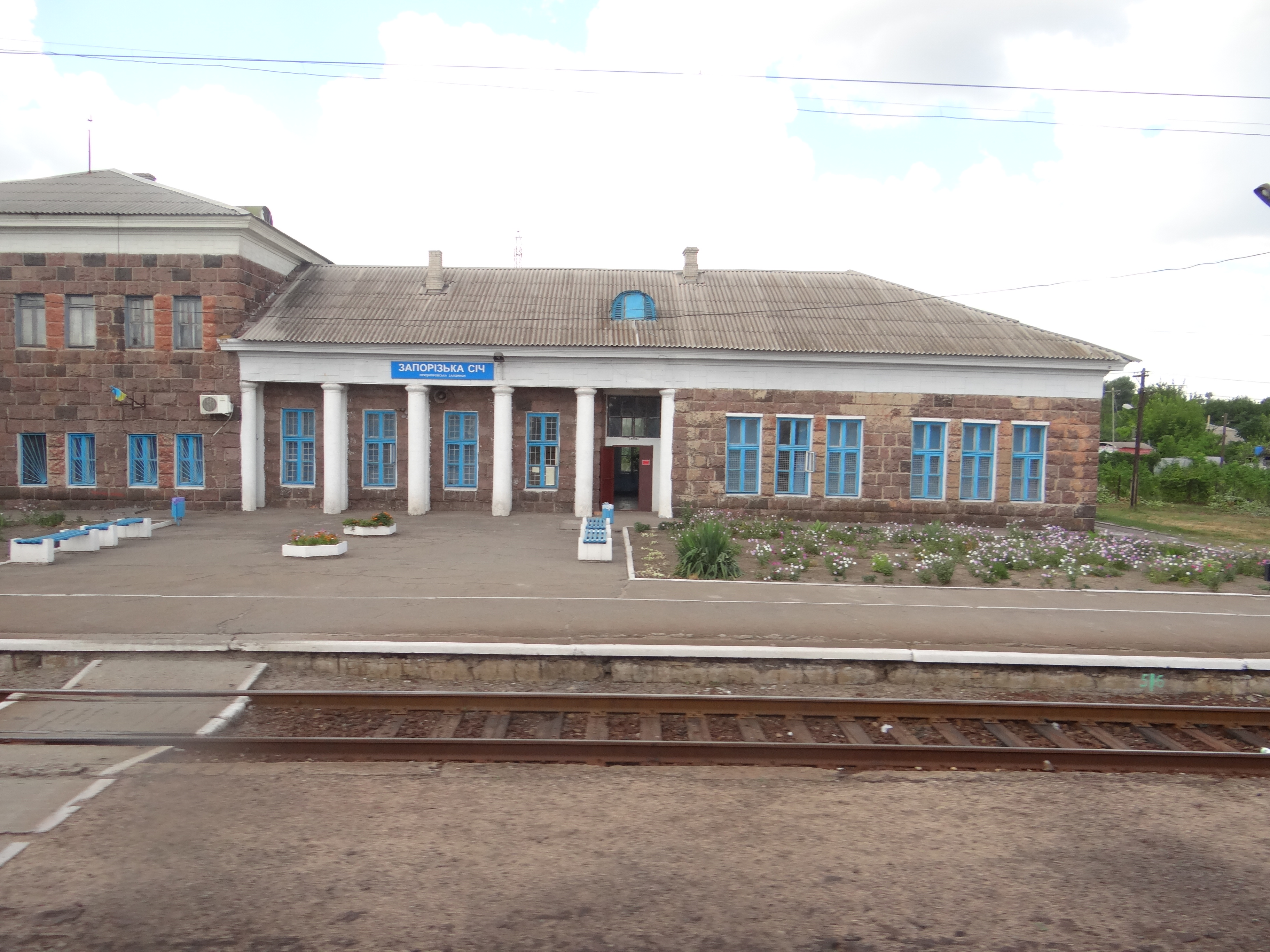
ザポリージャ・シーチ駅